# Secret défense
Secret défense és una  pel·lícula francesa dirigit per Jacques Rivette, estrenada el 1998, inspiradaen el mite de l'Electra i en Vertigen d'Alfred Hitchcock.

## Argument
Sylvie (Sandrine Bonnaire), una treballadora de laboratori que porta una vida solitària, rep al seu lloc de treball la visita del seu germà Paul (Grégoire Colin), més jove que ella i psicològicament fràgil. A continuació, assenyala que està armat amb un revòlver. Sorpresa, li demana que s’expliqui. No sense dubtar-ho, li parla la mort del seu pare, que va tenir lloc cinc anys abans, quan dirigia una gran empresa.
Segons ell, no es va llançar sota un tren, com va concloure una investigació, sinó que va ser assassinat, llançat a les vies pel seu segon, Walser (Jerzy Radziwilowic) perquè volia el seu càrrec. Com a prova, Paul mostra a la seva germana una foto, datada el dia i l’hora de la mort del pare, on veiem els dos homes a la plataforma, mentre que Walser havia afirmat no estar present a l’escena. Paul li diu a la seva germana que té la intenció ferma de matar Walser, i ella intenta dissuadir -lo.
Poc després, Sylvie rep a casa la visita de Véronique, la secretària de Walser (Laure Marsac) que informa que Paul va anar al despatx i que va atacar el seu cap, a amenaçar-lo, sense matar -lo. Després de conèixer Walser a la seva oficina, Sylvie està convençuda de la seva culpabilitat. Però preocupada per la fragilitat del seu germà, decideix eliminar-lo ella mateixa.
Però llavors les coses no van en absolut com s’esperava. Sobretot quan es revelen coses sobre la mare de Paul i Sylvie, així com una germana gran desapareguda més jove.

## Repartiment
- Sandrine Bonnaire : Sylvie Rousseau
- Jerzy Radziwilowicz : Walser
- Laure Marsac : Véronique / Ludivine
- Françoise Fabian : Geneviève Rousseau, la mare de Sylvie
- Grégoire Colin : Paul Rousseau, el germà de Sylvie
- Hermine Karagheuz : l'infermera
- Christine Vouilloz : Myriam
- Mark Saporta : Jules
- Sara Louis : Carole
- Bernadette Giraud : Marthe
- Patrick Le Bouar : Robert
- Micha (Micheline) Herzog:[3] Sabine

## Crítiques
| «                                           | Tot passa com si Rivette, sense haver enunciat a res que el constitueixi, hagués prestat una nova conducció, meitat bòlid meitat caravana de gitanos, de la qual comparteix el seu plaer amb nosaltres. Un plaer de canvi i fuga, una alegria del paisatge en viatges motoritzats. […] Pel que fa a l’actriu que interpreta a Sylvie, també és el seu retrat que Rivette, alhora, compromet, i manquen els superlatius per dir la bellesa, la brillantor i el geni d’una Sandrine Bonnaire al cim. | » |
| — Olivier Séguret, Libération, 18 mars 1998 | |   |

| «                                            | Amb aquesta pel·lícula Jacques Rivette lliuira el pendent d’ombra d’un creador que preveu el món com una realitat quantificada, l’obra del qual, per la gràcia particular del cinema, contindria el secret. Malgrat la seva notòria inclinació a dispositius teatrals i material romàntic, el cineasta torna a demostrar la seva afinitat amb el gènere poètic. Al risc d’adornar-se gloriosament. | » |
| — Jacques Mandelbaum, Le Monde, 19 març 1998 | |   |